# 江璞
江璞（1441年—？），字伯溫，江西廣信府貴溪縣人，明朝政治人物。成化丙戌進士。官至廣西参政。

## 生平
江西鄉試第五名舉人。成化二年（1466年）丙戌科會試第二百七十九名，殿試登進士第二甲第三十三名。历官廣東南雄府知府，成化二十一年（1485年）十月升廣西布政司右参政。

## 家族
曾祖江應奎。祖父江雲從。父江漢。
子江良材。孫江以達。